# Nalezenec Justininen, boží levoboček
Nalezenec Justininen, boží levoboček (v originále Justinien Trouvé ou le Bâtard de Dieu) je francouzský hraný film z roku 1993, který režíroval Christian Fechner jako adaptaci románu Dieu et nous seuls pouvons  francouzského autora Michela Folca. Snímek měl světovou premiéru dne 15. září 1993.

## Děj
Jednoho večera za bouřky roku 1683 nechal tajemný jezdec u vchodu do kláštera nemluvně. Vrátný s hrůzou zjistí, že novorozeně má uříznutý nos. Nalezenec je pokřtěn, pojmenován Justinien Trouvé a svěřen manželům Coutoulyovým.

## Obsazení
| Pierre-Olivier Mornas    | Justinien Trouvé   |
| Bernard-Pierre Donnadieu | Martin Coutouly    |
| Kathie Kriegel           | paní Coutouly      |
| Ticky Holgado            | Beaulouis          |
| Bernard Haller           | soudce Cressayet   |
| Patrice Valota           | baron Raoul        |
| Roland Blanche           | Galine             |
| Didier Pain              | probošt            |
| Marc Dudicourt           | markýz             |
| Zouc                     | Laragne-Garou      |
| Valérie Stroh            | Églantine          |
| Chick Ortega             | Baldo Cabanon      |
| Maurice Barrier          | Vitou Calamar      |
| Maxime Leroux            | kapitán lučištníků |
| Bernard Farcy            | Biensobre          |
| Jean Martin              | abbé               |
| Michel Peyrelon          | mravnostní prefekt |
| Henri Génès              | hlavní dozorce     |
| Jean-François Dérec      | soudní písař       |
| Jean-Guy Fechner         | katecheta          |
| Jacques Herlin           | prelát             |

## Ocenění
- César: nominace v kategorii nejlepší výprava (Jacques Bufnoir)